# Sulambek Mamilov
Sulambek Mamilov (russisk: Суламбе́к Ахме́тович Мами́лов) (født 27. august 1938 i Vladikavkas i Sovjetunionen, død 12. januar 2023) var en sovjetisk filminstruktør, manuskriptforfatter og skuespiller.

## Filmografi
- Damskoje tango (Дамское танго, 1983)[1][2]
- Ubijstvo na Zjdanovskoj (Убийство на «Ждановской», 1992)